# RIPEMD-256
L'algorithme de hachage RIPEMD-256, pour RACE Integrity Primitives Evaluation Message Digest, est une fonction de hachage qui produit une signature de 256 bits. Elle a été développée en Europe par le RIPE Consortium.